# ورمیچینو
ورمیچینو (به ایتالیایی: Vermicino) یک سکونتگاه مسکونی در ایتالیا است که در فراسکاتی واقع شده‌است.

## خصوصیات
ورمیچینو ۱۲۷ متر بالاتر از سطح دریا واقع شده‌است.